# Малдивска руфија
Малдивска руфија (дивехи: ދިވެހި ރުފިޔާ) је званична валута на Малдивима.